# Goodyear, Arizona
Goodyear je grad u američkoj saveznoj državi Arizona. Prema popisu stanovništva iz 2010. u njemu je živjelo 65,275 stanovnika.